# Mizumaki (Fukuoka)
Mizumaki (jap. 水巻町 Mizumaki-machi) ist eine Gemeinde im Landkreis Onga in der Präfektur Fukuoka, Japan.
Nach den statistischen Angaben vom 1. September 2020 hatte die Gemeinde Mizumaki 27.822 Einwohner.
Die Fläche beträgt 11,03 km² und die Einwohnerdichte betrug damit etwa 2.618 Personen pro km².
Auf dem Gebiet der Gemeinde befindet sich eine Kohlenmine, in der während des Zweiten Weltkriegs Kriegsgefangene arbeiten mussten.
Offizielle Blume der Stadt ist Ginkgo.

## Angrenzende Städte und Gemeinden
- Kitakyūshū
- Nakama
- Ashiya
- Onga